# Заречье (Угличский район)
Заречье — деревня в Угличском районе Ярославской области России. 
В рамках организации местного самоуправления входит в Головинское сельское поселение, в рамках административно-территориального устройства — является центром Плоскинского сельского округа.

## География
Расположена в 26 километрах к юго-западу (по прямой) от центра города Углича.

## Население
| 2007 | 2010 |
| ---- | ---- |
| 134  | ↘118 |

Согласно результатам переписи 2002 года, в национальной структуре населения русские составляли 95 % от всех жителей.